# Kishore Kumar Kujur
Kishore Kumar Kujur (* 6. Januar 1964 in Gaibira, Orissa) ist ein indischer Geistlicher und römisch-katholischer Bischof von Rourkela.

## Leben
Kishore Kumar Kujur besuchte zuerst das Saint Francis de Sales College in Nagpur und ab 1980 das Kleine Seminar in Sambalpur. Von 1982 bis 1984 absolvierte er ein Studium am St. John’s Regional Seminary. Anschließend studierte er von 1984 bis 1987 Philosophie am Priesterseminar St. Charles in Nagpur und ab 1987 Katholische Theologie am Khristo Jyoti Mohavidyaloyo Regional Theologate in Sason. Zudem erlangte er einen Bachelor im Fach Literaturwissenschaft. Am 7. Februar 1993 empfing er durch den Bischof von Sambalpur, Lucas Kerketta SVD, das Sakrament der Priesterweihe für das Bistum Sambalpur.
Nach der Priesterweihe war Kujur zunächst von 1993 bis 1995 als Pfarrvikar in Balangir tätig. 1996 wurde er für weiterführende Studien nach Rom entsandt, wo er im Jahr 2000 am Päpstlichen Bibelinstitut ein Lizenziat im Fach Bibelwissenschaft erwarb. Von 2001 bis 2003 lehrte Kujur Bibelwissenschaft am regionalen Priesterseminar von Orissa. Ab 2003 war er für die dort studierenden Seminaristen des Bistums Sambalpur verantwortlich. 2004 setzte er seine Studien an der Päpstlichen Universität Heiliger Thomas von Aquin in Rom fort und wurde 2006 bei Luca De Santis OP und Richard Taylor mit der Arbeit Bartimaeus followed him on the way (Mk 10,46b–52): a paradigm for discipleship in Mark („Bartimäus folgte ihm auf dem Weg (Mk 10,46b–52): ein Beispiel für die Jüngerschaft bei Markus“) zum Doktor der Theologie promoviert. Ab 2007 lehrte Kujur erneut Bibelwissenschaft am regionalen Priesterseminar von Orissa. Darüber hinaus gehörte er ab 2010 dem Priesterrat und dem Konsultorenkollegium des Bistums Sambalpur an.
Papst Franziskus ernannte ihn am 26. Juli 2013 zum Bischof von Rourkela. Der Erzbischof von Ranchi, Telesphore Placidus Kardinal Toppo, spendete ihm am 29. September desselben Jahres die Bischofsweihe. Mitkonsekratoren waren der Apostolische Nuntius in Indien, Erzbischof Salvatore Pennacchio, und sein Amtsvorgänger in Rourkela und Erzbischof von Cuttack-Bhubaneswar, John Barwa SVD. Kujur wählte den Wahlspruch The mystery of faith („Das Geheimnis des Glaubens“).
In der Konferenz katholischer Bischöfe von Indien (CCBI) fungiert Kujur seit 2023 zudem als Vorsitzender der Kommission für die Frauen. Ferner leitet er ebenfalls die Frauenkommission des regionalen Bischofsrats von Odisha (OBRC). Überdies gehört er dem Leitungsgremium des St. Albert’s College in Ranchi an. 2023 gründeten die Sisters of the Little Flower of Bethany auf seine Initiative hin eine Niederlassung im Bistum Rourkela.